# Johann Christian Bach
Johann Christian Bach (Lipsia, 5 settembre 1735 – Londra, 1º gennaio 1782) è stato un compositore tedesco.

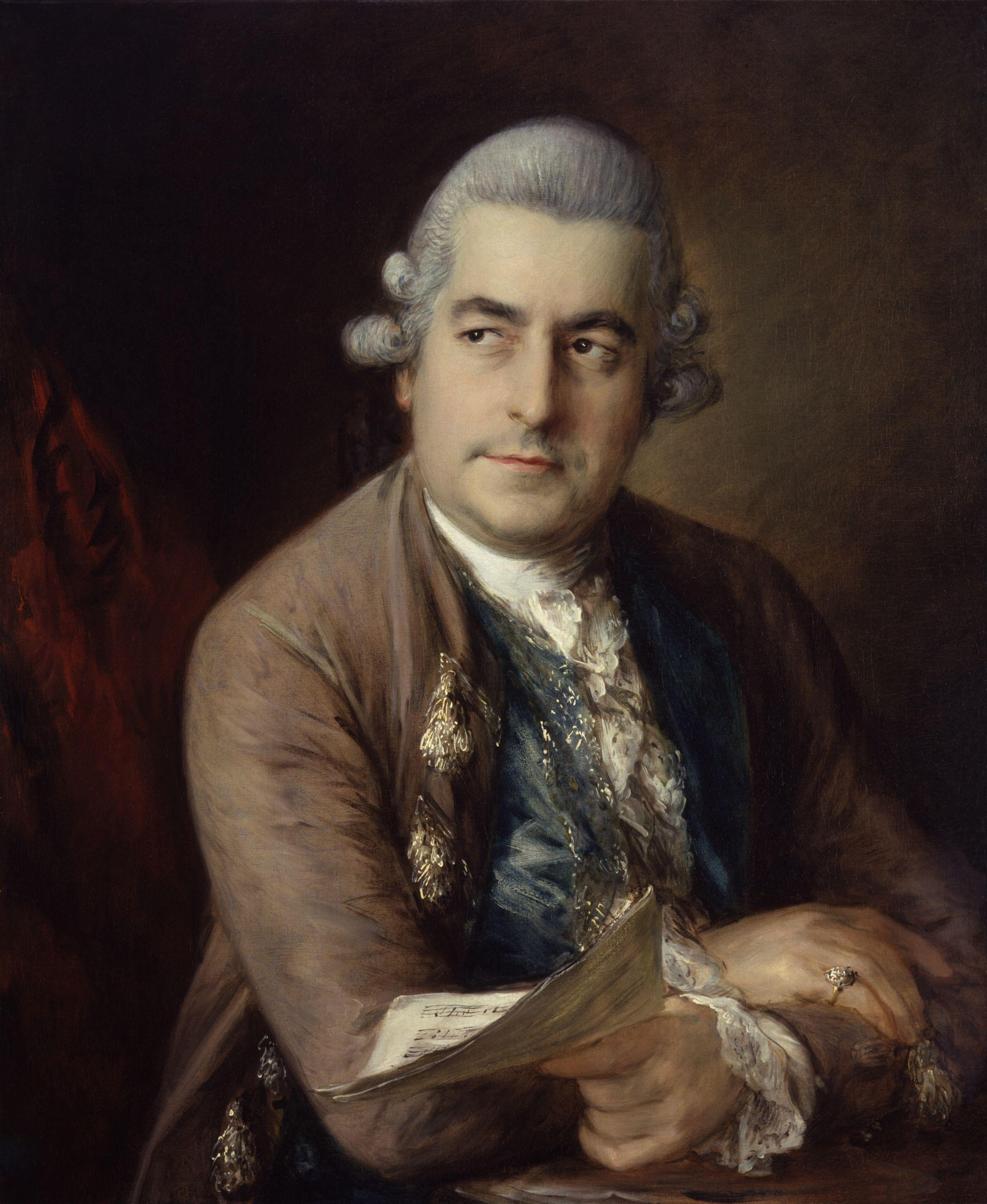
Johann Christian Bach in un ritratto olio su tela di Thomas Gainsborough (1776), Bologna, Museo internazionale e biblioteca della musica

Tra i maggiori compositori della sua epoca, compose prevalentemente musica in stile galante, pur inserendosi tra il novero dei principali precursori del classicismo viennese. Notevole fu la sua influenza sullo stile di Mozart.

## La vita
Undicesimo figlio di Johann Sebastian Bach e di Anna Magdalena Bach, a quindici anni non ancora compiuti perse il padre, e questa sventura l'obbligò a recarsi a Berlino presso il fratello Carl Philipp Emanuel Bach per perfezionarsi in clavicembalo e composizione. I suoi progressi furono notevoli, tanto che qualcuna delle sue produzioni era già stata notata dal pubblico. La conoscenza di alcune cantanti italiane gli fece nascere il desiderio di visitare l'Italia.
Da Berlino nel 1754 partì quindi per l'Italia, fermandosi prima a Bologna per studiare con Padre Martini e in seguito a Milano, dove studiò sotto la guida di Giovanni Battista Sammartini e nel 1760 fu nominato organista della cattedrale, incarico che mantenne fino al 1762. A Milano scrisse due Messe, un Requiem, un Te Deum e altre opere. A tale periodo risale la sua conversione al cattolicesimo.
Si ignorano i motivi che gli fecero lasciare Milano, ma è certo che dopo essersene allontanato, nel 1762, partì alla volta di Londra. Qui non trascorse molto tempo prima di essere insignito della carica di musicista della regina e in seguito maestro di cappella.
Nel 1763 fece rappresentare la sua opera Orione o Diana vendicata, spettacolo che destò sensazione per la bellezza delle arie e i nuovi effetti degli strumenti a fiato. È in questo melodramma, infatti, che i clarinetti furono uditi per la prima volta in Inghilterra al His Majesty's Theatre di Londra. In questo periodo compose una parte seria per la cantante napoletana Anna De Amicis.
Il successo di quest'opera fu l'inizio della fortuna di Johann Christian Bach, che poté intessere relazioni con musicisti di notevole fama, come l'italiano Giovanni Battista Cirri, cosicché, a causa del successo ottenuto, Johann Christian (tranne un breve soggiorno a Parigi verso il 1780) prese fissa dimora a Londra, dove visse fino alla morte (1782), legando il suo nome a questa città, tanto da venire soprannominato, già in vita, il Bach inglese.
Il 15 giugno 1778 fu fatto Maestro in una loggia massonica di Londra.
È morto prematuramente, povero e pieno di debiti.

## Considerazioni sull'artista
Pur senza avere la potenza dell'invenzione e la ricchezza dell'armonia paterna, né la varietà d'idee e la profondità di suo fratello Philipp Emmanuel, Christian Bach fu uno dei musicisti più notevoli del XVIII secolo, le sue arie sono molto belle e molte hanno goduto di grande popolarità. Il suo canto non ha un carattere particolare, ma si avvicina piuttosto allo stile dei grandi maestri italiani dell'epoca, soprattutto quelli della scuola napoletana: uno stile facile, brillante, un canto adatto alle caratteristiche della voce, sostenuto da accompagnamenti gradevoli e di buon effetto.

## Lo stile contrastante di J. S. Bach e J. C. Bach
Johann Sebastian Bach morì quando Johann Christian aveva solamente quindici anni e forse questa è una delle ragioni che rende difficoltoso trovare un punto di affinità tra la musica dei due compositori. Contrariamente, le sonate per fortepiano di Carl Philipp Emanuel Bach, uno dei molti fratelli maggiori di Johann Christian, tendono talvolta ad invocare certi elementi tipici del padre, specialmente riguardo all'uso del contrappunto (C.P.E. aveva trentasei anni quando J.S. morì).
La musica di Johann Cristian si allontana completamente dallo stile dei Bach più anziani essendo molto più pronunciato l'elemento melodico. Egli compose in stile galante includendo frasi musicali bilanciate, accenti sulle melodie e sugli accompagnamenti, senza eccedere troppo nella complessità contrappuntistica. Il movimento galante era contro le intricate e complesse linee che caratterizzavano il barocco musicale, che invece dava maggior importanza alla fluidità melodica nelle frasi periodiche. Questo precedette lo stile classico, il quale fuse l'estetica galante con il rinnovato interesse per il contrappunto.

## Musica vocale
- W G1\ Artaserse
- W G2\Catone in Utica
- W G3\Alessandro nell'Indie
- W G4\Orione, ossia Diana vendicata
- W G5\Zanaïda
- W G6\Adriano in Siria
- W G7\Carattaco
- W G8\Temistocle
- W G9\Lucio Silla
- W G10\La clemenza di Scipione
- W G11\Cantata a tre voci
- W G12\Galatea (perduta)
- W G13\Cantata (perduta)
- W G14\Serenata (perduta)
- W G15\Endimione
- W G16\La tempesta
- W G17\O Venere vezzosa
- W G18\Amor vincitore
- W G19\Cefalo e Procri
- W G20\Rinaldo ed Armida (perduta)
- W G21\Demofoonte
- W G22\La Giulia
- W G23\Gli Uccelatori
- W G24\Il tutore e la pupilla
- W G25\Astarto, re di Tiro
- W G26\La cascina
- W G27\La calamita de' cuori
- W G28\L'Olimpiade
- W G29\Orfeo ed Euridice
- W G30\Aria (perduta)
- W G31\Aria (perduta)
- W G32\Aria (perduta)
- W G33\Aria cantabile (perduta)
- W G34\Vo solcando un mar crudele
- W G35\Sventurata in van mi lagno
- W G36a\Perché sì ingrata, oh Dio!
- W G36b\Ah che gli stessi numi... Cara ti lascio
- W G37\A sì barbaro colpo... Morte, vieni
- W G38\Scena di Berenice (perduta)
- W G39\Amadis de Gaule
- W G40\Omphale (perduta)
- W G41\Happy Morn, auspicious rise
- W G42\The Fairy Favour (perduta)
- W G43\The Maid of the Mill
- W G44\The Summer's Tale
- W G45\The Genius of Nonesense (perduta)
- W GInc1\Cantata (perduta)
- W GInc2\Emira
- W GInc3\Gli equivoci
- W GInc4\Qualor da un galantuomo
- W GInc5\Coeurs sensibles
- W GInc6\Ode on the arrival of Queen Charlotte
- W GInc7\Menalcas
- W GInc8\Pharnaces (perduta)
- W GInc9\Amintas (perduta)
- W D1\Gioas, re di Giuda, oratorio

## Musica strumentale
- Sinfonia Concertante WC 34
- Sinfonia Concertante in fa maggiore per oboe e violoncello (o fagotto) WC 38
- Concerto in Do minore per 2 clavicembali BMV 1060
- 6 Concerti per clavicembalo, 2 violini e violoncello, Op. 1
- 6 Concerti per clavicembalo o piano forte, 2 violini e violoncello, Op. 7
- 6 Concerti per clavicembalo o piano forte, 2 violini e basso, 2 oboi e 2 corni francesi ad libitum, Op. 13
- 6 trii per clavicembalo, flauto o violino e violoncello Op. 2
- 2 quintetti per tastiera Op. 22
- 6 ’Sinfonia‘ per 2 clarinetti, 2 corni e 2 fagotti (Londra 1782)